# Jebel Sahaba
Jebel Sahaba (Arabisch:  جَبَل ٱلصَّحَابَة, Jabal Aṣ-Ṣaḥābah, "Berg van de metgezellen"; ook: Site 117) is een prehistorisch grafveld in de Nijlvallei (nu overstroomd door het Nassermeer), vlak bij de noordgrens van Soedan met Egypte in Noordoost-Afrika. Het wordt geassocieerd met de Qadancultuur. Het werd in 1964 ontdekt door een team onder leiding van Fred Wendorf.
Sinds hun ontdekking werden de skeletten van Jebel Sahaba voortdurend opnieuw geëvalueerd door antropologen om de omstandigheden van hun dood te bepalen. Volgens het meest recente onderzoek (2021) lijkt het het meest waarschijnlijk dat het zich handelde om een strijd uit c. 12e millennium v.Chr. welke werd veroorzaakt door schaarste aan grondstoffen als gevolg van klimaatverandering. Stammen van de Qadancultuur voerden een reeks invallen en hinderlagen tegen elkaar uit met projectielwapens: meestal lichte pijlen, maar ook veel zwaardere pijlen of werpsperen. 
De site wordt vaak aangehaald als het oudste bekende bewijs van oorlogsvoering of systematisch intergroepsgeweld, hoewel het vroegste gedocumenteerde bewijs van interpersoonlijk geweld in 2021 de overblijfselen van een skelet in Wadi Kubbaniya uit 20.000 BP lijkt te zijn. 

## Conflicten
Aanvankelijk werd gedacht dat Jebel Seheba een plaats was waar een enkele veldslag plaats had gevonden. Heronderzoek van de overblijfselen in 2021 heeft deze stelling echter vervangen. Het gelijktijdig voorkomen van genezen en niet-genezen letsels bij 41 personen (67,2%) bleek een sterke indicatie te zijn van sporadisch en terugkerend geweld tussen sociale groepen in de Nijlvallei. De projectielrichting die uit de laesies kon worden afgeleid, suggereerde een reeks aanvallen of hinderlagen, in plaats van veldslagen. 
Het is onduidelijk of de vindplaats het resultaat was van een enkel conflict, een specifieke begraafplaats of het bewijs van aanhoudend interpersoonlijk geweld. 

### Oorzaak
Hoffman (1993) betoogde dat het conflict plaatsvond als gevolg van klimaatverandering. In het laatpaleolithicum had de Qadancultuur de landbouwkundige oogst ontwikkeld en behoorde daarmee tot de eerste culturen die dit deden. Klimaatverandering zorgde echter voor een afname van de oogstopbrengsten, en het daaruit voortvloeiende gebrek aan hulpbronnen vormde voor plaatselijke sociale groepen een grond tot strijd om hulpbronnen door middel van gewelddadige conflicten, zoals bij Jebel Sahaba.

### Datering
In 1988 werden de gewelddadigheden voor het eerst gedateerd op 14.979-18.568 BP (d.w.z. 13.029-16.618 v.Chr.). Deze datering is gebaseerd op botcollageen uit een specifiek skelet genaamd JS 43. Eind jaren 2010 werd deze datum door veel auteurs verworpen vanwege de slechte conservering van het collageen. Uit een artikel uit 2021 bleek dat het conflict ergens tussen 13.400 en 18.600 BP (d.w.z. 11.450 en 16.650 v.Chr.) gedateerd kon worden, hoewel 13.362-13.727 BP (11.412-11.777 v.Chr.) de beste schatting leek te zijn op basis van dentinedatering. 

### Oorlogvoerende partijen
De personen in Jebel Seheba worden in verband gebracht met de Qadancultuur vanwege de aanwezigheid van Qadanartefacten in de buurt van de skeletresten. Een onderzoek uit 2021 behandelt een mogelijk verband echter met de nodige voorzichtigheid, vanwege de positie van de artefacten en omdat er in Neder-Nubië andere culturele entiteiten aanwezig waren. 
Het projectielachtige karakter van minstens de helft van de laesies suggereert dat het eerder om aanvallen tussen groepen ging dan om conflicten binnen de groep of binnen het gezin. 

### Demografie
Van de skeletten waarvan het geslacht kon worden vastgesteld, was 48,7% vrouwelijk en 51,3% mannelijk. Er was dus geen sprake van geslachtsdiscriminatie. Hoewel mensen van alle verwachte leeftijdsgroepen aanwezig waren, waren tieners, kinderen en baby's ondervertegenwoordigd. 

### Wapens
Het lijkt erop dat er bij de Jebel Sahaba uitsluitend met projectielwapens werd gevochten. Dat waren vooral lichte pijlen, maar soms ook veel zwaardere pijlen of werpsperen. Het gebruik van punten met schuine of dwars verlopende distale snijranden lijkt erop te wijzen dat een van de belangrijkste dodelijke eigenschappen die men nastreefde, het snijden en het veroorzaken van bloedverlies was. Het feit dat er veel in het volume van het skelet zijn gevonden, geeft ook aan dat ze efficiënt het lichaam kunnen binnendringen. De laesies laten een gelijk aantal achterste en voorste slagen zien, die geen directe gevechten van aangezicht tot aangezicht ondersteunen. 

## Ontdekking
De site werd in 1964 ontdekt door een team onder leiding van Fred Wendorf. Het oorspronkelijke project dat de begraafplaats ontdekte was het UNESCO High Dam Salvage Project. Dit bergingsproject was een direct antwoord op de verhoging van de Aswandam, die veel locaties langs de route zou verwoesten of beschadigen.
Er zijn drie begraafplaatsen in dit gebied. Twee van deze begraafplaatsen liggen in Jebel Sahaba, en er is nog een begraafplaats aan weerszijde van de Nijl. Een derde begraafplaats, Tuskha, ligt vlakbij.

### Skeletresten
In Jebel Sahaba werden aanvankelijk 64 individuele skeletten ontdekt, evenals talloze andere gefragmenteerde overblijfselen, hoewel er in 2002 nog steeds drie skeletten ontbraken Van de skeletten die later werden onderzocht, vertoonden 38 tekenen van verwonding, terwijl 16 aanwijzingen vertoonden van verwondingen op of vlak voor het tijdstip van overlijden. Bij 21 personen werden projectielpunten aangetroffen, wat erop wijst dat deze personen met speren of pijlen zijn aangevallen. Ook op de botten van andere individuen werden snijwonden gevonden. Sommige beschadigde botten waren genezen, wat wijst op een hardnekkig patroon van conflicten in deze samenleving. 
Uit schedelanalyse van de fossielen van Jebel Sahaba bleek dat ze osteologische verwantschappen vertoonden met een reeks uit Wadi Halfa in Soedan. Bovendien bleek uit een vergelijking van de ledematenverhoudingen van de skeletresten van Jebel Sahaba met die van verschillende oude en recente series dat ze qua lichaamsvorm het meest leken op de onderzochte moderne populaties uit Sub-Sahara Afrika, namelijk fossielen uit de 19e eeuw van de San-populatie, fossielen uit West-Afrika uit de 19e eeuw, fossielen van pygmeeën uit de 19e en 20e eeuw en fossielen uit het midden van de 20e eeuw die afkomstig waren uit Kenia en Oeganda in Oost-Afrika). De Jebel Sahaba-exemplaren waren echter postcraniaal verschillend van de Ibéromaurusianen en andere gelijktijdige series uit Noord-Afrika, en morfologisch ook ver verwijderd van latere Nubische skeletseries en van fossielen die behoorden tot de mesolithische Natufische cultuur van de Levant. Over het geheel genomen hadden de mensen van Jebel Sahaba een morfologie die verband hield met warmteaanpassing, die zij deelden met andere Afrikanen. Daarentegen vertoonden de paleolithische overblijfselen uit het Ibéromaurusian en het Natufian kenmerken van aanpassing aan de kou, en waren ze verwant aan mensen van Europa en de Circumpolaire regio's. 

### Curatie
De skeletresten en alle andere artefacten die door het UNESCO High Dam Salvage Project werden geborgen, werden in 2001 door Wendorf aan het British Museum gedoneerd. De collectie arriveerde in maart 2002 bij het museum. Deze collectie omvat skeletresten, dierlijke resten, stenen voorwerpen, aardewerk en omgevingsmonsters, evenals het volledige archief met aantekeningen, dia's en ander materiaal van Wendorf tijdens de opgraving.

## Geselecteerde individuele skeletten
Drie gevallen (die van JS 13 en 14 samen, 31 en 44) illustreren het best de complexiteit en het scala aan laesies die bij de Jebel Sahaba-individuen zijn aangetroffen, ongeacht hun leeftijd bij overlijden, geslacht of begrafenis. 

### Jonge kinderen (JS 13 en JS 14)

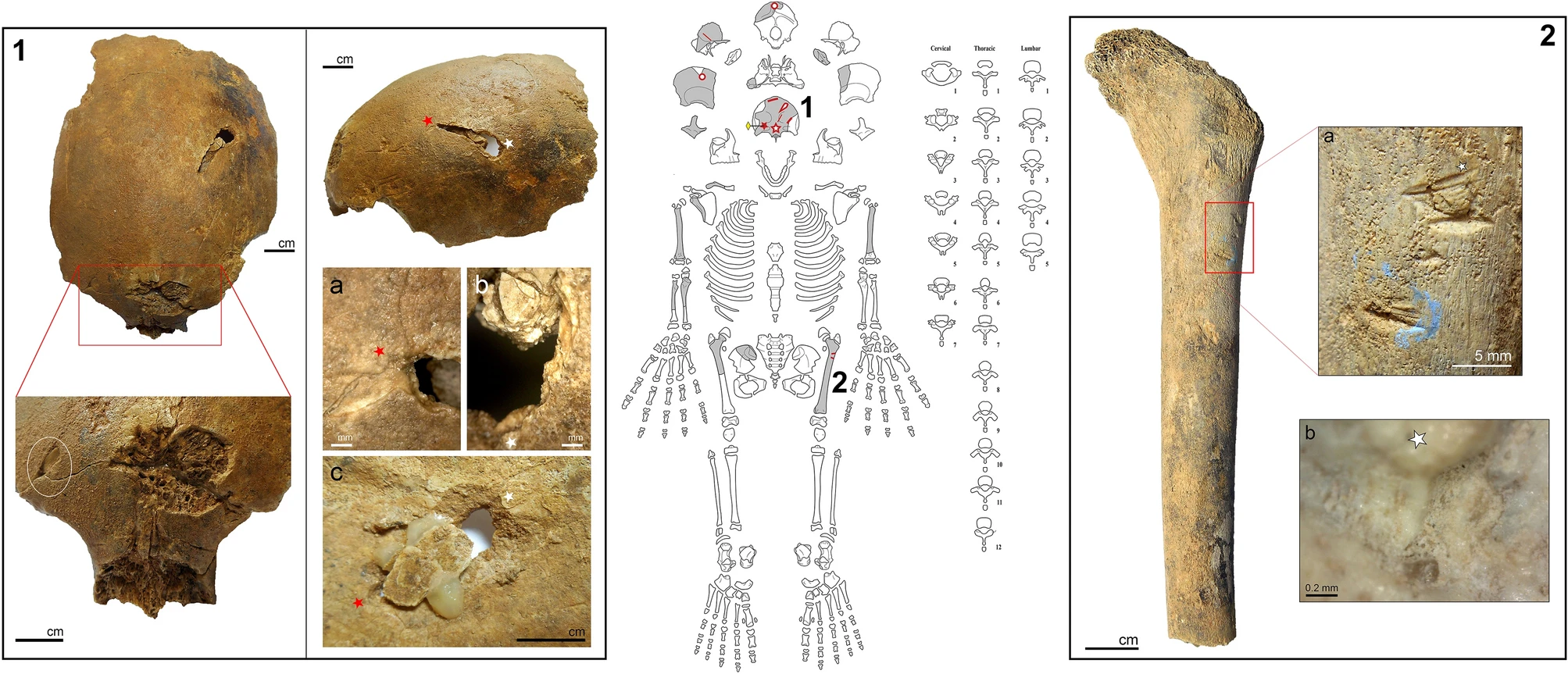
Locatie en afbeeldingen van de waargenomen botletsels op JS 14

Het eerste geval betreft de dubbele begrafenis van twee kinderen, JS 13 en JS 14, die op basis van de ontwikkeling van het gebit en de botgroei respectievelijk bijna 5 en 4 jaar oud waren. Er werden vijf stenen  artefacten gevonden die verband hielden met de twee personen. Hoewel er bij JS 13 geen botletsel zichtbaar was, vertoonden zowel de schedel als het infracranium van JS 14 een niet-genezen trauma, veroorzaakt door projectielinslagen. De meeste laesies bevinden zich op het schedeldak en er was nog nooit eerder een dergelijke laesie gedocumenteerd. Het voorhoofdsbeen vertoonde een stomp trauma ter hoogte van de glabella. Ook zijn er aan de linkerkant van de voorste squama verschillende sleepsporen en een langwerpige perforatie te zien, evenals schrapende sleepsporen dicht bij het bregma. Ongeveer een centimeter boven de linkeroogkas zijn zowel een punctieplaats met een breuk als een deel van een ingebed artefact zichtbaar. Er is ook een perforatie aanwezig op de rechter pariëtale en occipitale zijde. De perforatie aan de voor- en achterkant van het lichaam vertoonde een interne afschuining die overeenkomt met de inslagen van projectielen. Op het linkerdijbeen waren nog een aantal andere sporen zichtbaar, waaronder twee groepen treksporen op de anterolaterale rand van het proximale deel van de diafyse. De eerste groep heeft twee subparallelle incisies met brede, vlakke vloeren, gemarkeerd met parallelle microstrepen. Aan het einde van het traject is er ook sprake van botafschilfering. De tweede sleeplijn bevindt zich ongeveer een centimeter onder de proximale sleeplijn en is iets meer naar voren gericht, met een halverend patroon aan het einde van de markeringen. Op basis van deze snijmerkkenmerken is het projectiel hoogstwaarschijnlijk via de mediale zijde van de femorale diafyse aangekomen, in een neerwaartse beweging en in de richting van de laterale zijde. 

### Gewonde volwassen man (JS 31)
De tweede casus, JS 31, richt zich op de overblijfselen van een vermoedelijke man van meer dan 30 jaar oud, op basis van zijn zware gebitsslijtage en botvervorming. Zeventien ter plaatse gevonden stenen voorwerpen hielden direct verband met zijn skeletresten. Twee daarvan zaten in het bot en vijftien bevonden zich in de fysieke ruimte van het lichaam. De ingebedde splinters werden oorspronkelijk aangetroffen in de zevende halswervel en in het linker schaambeen, waarbij het bot rondom beide lendenwervels ernstige reactieve veranderingen vertoonde. Deze botten maakten echter geen deel uit van de collectie die aan het British Museum werd geschonken. De op JS 31 waargenomen laesies bevinden zich op het infracraniale skelet. Uit onze herbeoordeling bleek dat er sprake was van voorheen niet-geïdentificeerde, geheelde en niet-genezen projectielinslagwonden (Projectile Impact Marks), evenals genezen letsels die hoogstwaarschijnlijk het gevolg waren van eerder letsel tussen personen. De nieuwe niet-genezen PIM's die zijn geïdentificeerd, omvatten een punctie met verbrijzeling, breuk en afschilfering van het botoppervlak op het voorste deel van het linker schouderblad en een diepe V-vormige sleep (2 cm lang) aan de posterieure-mediale zijde van het opperarmbeen. Bij JS 31 is ook sprake van een genezen fractuur van het distale uiteinde van het eerste middenhandsbeentje rechts. Ten slotte biedt het rechterdijbeen verdere aanwijzingen voor genezen laesies, met de aanwezigheid van een boteelt aan de laterale zijde van het proximale deel van de schacht en van een genezen projectielwond aan de anterieure zijde ter hoogte van het midden van de schacht. Drie voorheen niet-geïdentificeerde ingebedde lithische chips werden gevonden in de helende uitstulping van de laatste. 

### Gewonde volwassen vrouw (JS 44)
Het derde geval, JS 44, betreft de resten van een mogelijke vrouw die ouder lijkt te zijn dan 30 jaar. Er werden 21 stenen artefacten gevonden die nauw verbonden waren met het skelet, waarvan er één in de vierde rib was ingebed. Wendorf merkte tijdens de opgraving ook twee voorbeelden op van splinter- en/of schilferachtige uitlijningen, die hij interpreteerde als bewijs voor het gebruik van composietprojectielen. De vierde rib met ingebedde "backed flake" is niet aanwezig in de collectie van het British Museum Wendorf. Net als bij JS 31 bevinden alle letsels die bij JS 44 zijn waargenomen zich in het infracraniale skelet, met genezen fracturen aan het linker sleutelbeen, de rechter ellepijp en spaakbeen en aan één linker rib. De breuk van de linker sleutelbeenschacht, gelegen aan het acromiale uiteinde van de diafyse, vertoonde een lichte torsie en een verplaatsing van de botfragmenten. De genezen breuk in de rechteronderarm is schuin, met een verplaatsing (translatie en rotatie) van de twee gebroken stukken. De sleutelbeen- en onderarmbreuken vonden hoogstwaarschijnlijk tijdens dezelfde gebeurtenis plaats. Gezien de schuine ligging van de onderarm en de betrokkenheid van het acromiale ligament bij het sleutelbeen, is het mogelijk dat ze veroorzaakt waren door een indirect trauma, zoals een val, in plaats van een fractuur die is ontstaan door een verdedigingsaanval. De overige letsels zijn echter duidelijk het gevolg van projectielinslagen. Een driehoekige inkeping aan de laterale zijde van het darmbeen, ongeveer 1 cm van de grote ischiasinkeping, heeft een steenfragment in de incisie. Het gelamineerde aspect van het bot dat over de scherf ligt, suggereert dat er een poging is gedaan om het projectiel te verwijderen. De morfologie van de PIM geeft ook aan dat het projectiel van de postero-mediale naar de antero-laterale zijde van het linker bekkenbot is gegaan, wat erop duidt dat het projectiel van achter naar voren is gegaan. PIM's werden ook waargenomen op het rechterdijbeen. Twee parallelle sleepbewegingen van minder dan 1 cm lang en ongeveer 2 cm breed. Aan de achterkant van de diafyse zijn de knooppunten zichtbaar, die op een afstand van 1 cm van elkaar liggen. Deze sleeplijnen vertonen een vlakke bodem met evenwijdige microstrepen. De meest distale vertoont schilferende markeringen op de proximale rand. Opvallend is dat de penetratiehoek in het bot voor beide sleepbewegingen verschilt, waarbij de meest proximale hoek meer tangentieel is. Deze sleepsporen weerspiegelen de baan van een projectiel dat van het disto-laterale naar het proximo-mediale deel van het bot kwam. Deze opwaartse richting suggereert dat de persoon werd geraakt terwijl hij rende of dat het projectiel van een lagere positie werd getrokken. Ten slotte komen de afstand tussen deze twee sleeplijnen en hun morfologie overeen met de penetratie van een enkel samengesteld projectiel. Deze hypothese wordt versterkt door Wendorfs veldobservatie van in situ lithische uitlijningen die verband houden met JS 44. 